# 弗兰兹
《雙面法蘭茲》（Frantz）是一部2016年法蘭索瓦·歐容执导的法国剧情片，入选第73届威尼斯影展主竞赛片，寶拉·貝爾获得最佳新人奖。Pascal Marti获得第42屆凱薩獎最佳摄影。

## 剧情
法国导演法蘭索瓦·歐容在沉寂两年后，终于带着皮耶·尼內、寶拉·貝爾主演的《雙面法蘭茲》杀回影坛。影片将以一战后的德國和法国为背景，聚焦寶拉·貝爾饰演的德国女人安娜，正因未婚夫法蘭茲的惨死而悲痛欲绝，皮耶·尼內饰演的神秘法国男子阿提安却悄然出现，默默为其未婚的墓碑致哀、献花，两人也就此揭开一段匪夷所思的往事。

## 角色
- 寶拉·貝爾 飾演 安娜（Anna）
- 皮耶·尼內 飾演 阿提安（Adrien）
- Ernst Stötzner - Hoffmeister
- Marie Gruber - Magda
- Johann von Bülow - Kreutz
- Anton von Lucke - Frantz
- Cyrielle Clair - La mère d'Adrien
- Alice de Lencquesaing - Fanny